# 大塚小百合
大塚 小百合（おおつか さゆり、1980年〈昭和55年〉1月16日 - ）は、日本の政治家。立憲民主党所属の衆議院議員（1期）。戸籍名は杉﨑小百合。

## 経歴
徳島県阿波郡阿波町（現・徳島県阿波市）出身。老人ホームを営む両親の下に生まれ、徳島県立脇町高等学校を経て、関西学院大学文学部日本文学科卒業。その後、関西学院大学大学院社会学研究科社会福祉学専攻と同大学院経営戦略研究科専門職学位課程経営戦略専攻を修了する。また、2018年には政治塾である日本政策学校の12期生となっている。
兵庫県社会福祉協議会生活資金部に勤務し、大阪府高槻市にある社会医療法人愛仁会高槻病院に入り、法律事務所勤務を経て、神奈川県相模原市にある社会福祉法人蓬莱会特別養護老人ホームケアプラザさがみはら施設長となり、蓬莱会の常務理事に就任した。このほか一般社団法人相模原市高齢者福祉施設協議会、相模原市在宅医療、介護連携推進会議各副会長を務めた。
2023年6月13日には、次の総選挙から新設される神奈川20区の立憲民主党公認候補に内定。2024年10月27日投開票の第50回衆議院議員総選挙に立候補し、自由民主党前職の甘利明と日本維新の会新人で元参議院議員の金子洋一を破り、83,282票で初当選した。

## 選挙
| 当落 | 選挙                   | 執行日         | 年齢 | 選挙区         | 政党       | 得票数    | 得票率 | 定数 | 得票順位 /候補者数 | 政党内比例順位 /政党当選者数 |
| ---- | ---------------------- | -------------- | ---- | -------------- | ---------- | --------- | ------ | ---- | ------------------ | ---------------------------- |
| 当   | 第50回衆議院議員総選挙 | 2024年10月27日 | 44   | 神奈川県第20区 | 立憲民主党 | 8万3282票 | 46.77% | 1    | 1/3                | /                            |